# Arkys alticephala
Espèce
Synonymes
- Aerea alticephala Urquhart, 1891
- Aerea magnifica Urquhart, 1893
- Archemorus simsoni Simon, 1893

Arkys alticephala est une espèce d'araignées aranéomorphes de la famille des Arkyidae.

## Distribution
Cette espèce est endémique du Sud de l'Australie. Elle se rencontre en Tasmanie, au Victoria, dans le Territoire de la capitale australienne, en Australie-Méridionale et dans le Sud de l'Australie-Occidentale.

## Description
La carapace de la femelle holotype mesure 3 mm de long sur 2,5 mm et l'abdomen 5,5 mm de long sur 5,5 mm.
La carapace du mâle décrit par Heimer en 1984 sous le nom Arkys simsoni mesure 2,5 mm de long sur 2,1 mm et l'abdomen 3,1 mm de long sur 2,9 mm et la carapace de la femelle mesure 2,6 mm de long sur 2,3 mm et l'abdomen 4,0 mm de long sur 3,5 mm.

## Publication originale
- Urquhart, 1891 : On new species of Tasmanian Araniedae. Papers and Proceedings of the Royal Society of Tasmania, vol. 1890, p. 236-253 (texte intégral).